# جويل موزس
جويل موزس (بالإنجليزية: Joel Moses) هو مهندس وعالم حاسوب أمريكي، ولد في 1941 في الانتداب البريطاني على فلسطين.